# Elliot Clawson

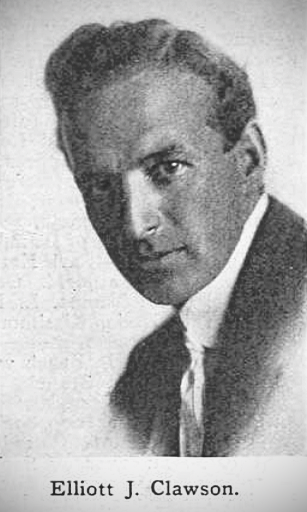
Elliot Clawson (1914)

Elliot Jud Clawson (* 19. Januar 1883 in Salt Lake City, Utah; † 21. Juli 1942 in Vista, Kalifornien) war ein US-amerikanischer Filmproduzent und Drehbuchautor, der bei der Oscarverleihung im April 1930 für vier Oscars nominiert war.

## Leben
Clawson begann als Drehbuchautor sowie Autor der Szenarien und Geschichten von Stummfilmen 1913 mit dem Film Shadows of Life von Phillips Smalley und Lois Weber und wirkte im Laufe seiner Karriere bei der Erstellung von über 80 Filmen mit.
Seinen größten Erfolg hatte er bei der zweiten Oscarverleihung im April 1930, als er gleich mit vier Filmen für den Oscar in der Kategorie bestes adaptiertes Drehbuch nominiert war und zwar für das Krimidrama The Cop (1928) von Donald Crisp, das Filmdrama Wolkenkratzer  (1928) von Howard Higgin, das Filmdrama Sal of Singapore (1928) von Howard Higgin sowie den Kriegsfilm The Leatherneck (1929), ebenfalls in der Regie von Howard Higgin. 
Zuletzt war er mit den Dialogtexten an dem Film The Thírteenth Chair (1929) von Tod Browning an einem Film beteiligt. Darüber hinaus produzierte er mit The Hoosier Schoolmaster (1914) von Edwin August und Max Figman sowie A Certain Rich Man (1921) von Howard C. Hickman auch zwei Filme als Co-Produzent.